# Friedrich Georg Jünger
Friedrich Georg Jünger (Hannover, 1 de septiembre de 1898 - Überlingen, 20 de julio de 1977) fue un poeta, novelista y ensayista alemán, que adquirió relevancia por sus escritos de crítica cultural y de ciencia. Era hermano del famoso escritor Ernst Jünger.

## Biografía
Hijo del químico Ernst George Jünger  y  de Lily Karoline.
Participó en la Primera Guerra Mundial, resultando gravemente herido. Más tarde, en 1924 se doctoró en derecho, y poco después se vinculó al movimiento revolucionario conservador. En los años 30, lejos de los movimientos sociales, ganó una cierta fama gracias a su poema Der Mohn (La amapola).

## Motivo de su obra
La obra de Friedrich Georg Jünger gira en torno a cuatro motivos básicos: la Antigüedad clásica, la esencia cíclica de su existencia, la técnica y el poder de lo irracional.
Con respecto al tema de la técnica es una de las voces más agudas dentro de las llamadas corrientes antiindustriales, si bien por desconocimiento de su obra no se le suele incluir en la lista de autores representativos de éstas. 

## Obra seleccionada
- Die Titanen (1944)
- Die Perfecktion der Technik (1944)
- Griechist Mythen (1947)
- Maschine und Eigentum (1949)
- Gedichte (1949)
- Sprache und Denken (1962)
- Die vollkommene Schöpfung. Natur oder Naturwissenschaft? (1969)

## Obra en castellano
- Mitos griegos, Herder, 2009
- La perfección de la técnica, Página Indómita, 2016